# François Gabriel de Bray
François Gabriel de Bray (1765-1832) est issu de la famille française de Bray, originaire de la province de Picardie. Né le 24 décembre 1765 à Rouen, il s'exile au royaume de Bavière après 1789, pour fuir le Régime de la Terreur, au temps de la Révolution française

## Biographie
Fils de Pierre Augustin Camille Debray (descendant de la Famille de Bray), aménageur de la Brière, qui épousa le 7 juin 1759 à Nantes d'Anne Le Faon de la Trémissinière, il est accueilli en Bavière, vers 1793, par un Savoyard d'origine, le comte Maximilien de Montgelas, secrétaire du duc Maximilien de Deux-Ponts. Ce dernier deviendra roi de Bavière, lors de la constitution de ce royaume en 1806, sous le nom de Maximilien Ier de Bavière et son secrétaire sera nommé Premier ministre. 
François Gabriel de Bray est nommé chambellan du roi de Bavière, puis ministre plénipotentiaire en Russie, à Saint-Pétersbourg, à Paris et à Vienne. Sujet du roi de Bavière, il est naturalisé Bavarois. Il est connu en Allemagne sous le nom de Franz Gabriel von Bray. 
Ambassadeur du royaume de Bavière à Saint-Pétersbourg en 1809, à la cour de l'empereur Alexandre Ier, il entre en relation avec  un deuxième Savoyard, le comte Joseph de Maistre, ministre plénipotentiaire du roi de Sardaigne à la cour de Russie et il échange avec lui des conversations philosophiques. François Gabriel de Bray devient d'ailleurs le troisième personnage embarqué en été sur le fleuve la Neva, que le philosophe Joseph de Maistre désigne sous le nom anonyme de « chevalier de B*** » dans son ouvrage intitulé : Les soirées de Saint-Petersbourg. 
Il est  aussi  connu comme savant botaniste : associé au comte von Sternberg et à David Heinrich Hoppe, il devient l'un des premiers membres du Regensburgische Botanische Gesellschaft, qui est l'Association des botanistes de Ratisbonne. Il a étudié longuement la famille des  plantes amarantes et a publié les identifications et classifications de nouvelles espèces,. 
Il meurt en septembre 1832, en laissant une descendance allemande distinguée. Il est le père du président du conseil des ministres de Bavière, Otto von Bray-Steinburg qui, à la tête de la délégation bavaroise, a négocié en 1871 à Versailles, le rattachement du royaume de Bavière à l'Empire allemand.
François Gabriel de Bray a écrit de nombreux ouvrages d'histoire, de Mémoires et de botanique.
Son frère Pierre Augustin Laurent de Bray  fut maire d'Amiens et député de la Somme.

## Ouvrages
- Mémoire sur la Livonie. éd. Hirgel. Munich. 1814
- Essai critique sur l'histoire de la Livonie, suivi d'un tableau sur l'état actuel de cette province. Éditions Dorpat, JC. Schünmann -  3 vol. 1817.
- Essai d'un exposé géognostico-botanique de la flore du monde primitif (traduction en français du livre écrit en allemand, en collaboration entre Kaspar Maria von Sternberg, François Gabriel de Bray, Jacob Sturm et Joh Dan Preussier. Éditions Gide fils. 1820.
- Voyage pittoresque dans le Tyrol, aux Salines de Salzbourg et de Reichenhall, et dans une partie de la Bavière. 3° édition. Paris, Gide fils. 1825.
- Quelques considérations politiques sur la révolte des provinces belges en 1789 et 1790. (extrait de la correspondance et des notes originales de S.E. le comte François-Gabriel de Bray, par le Lt-Col d'état-major F. de Bray. Bruxelles. Goemare. 1908.
- Mémoires du comte de Bray, ministre et ambassadeur de S.M. Maximilien premier, roi de Bavière, auprès des cours de Saint-Petersbourg, Londres, Berlin, Paris et Vienne. (La Révolution française et la politique des Puissances européennes). Préface par Ernest Daudet. 1 vol. Leipzig. éd. Brockaus- édition 1911.

## Sculpture
- un buste du comte von Bray a été réalisé par le sculpteur danois Bertel Thorvaldsen en 1818.